# Universidad Tecnológica de la Zona Metropolitana del Valle de México
La Universidad Tecnológica de Zona Metropolitana del Valle de México (UTVAM), es una institución pública de educación superior ubicada en la ciudad de Tizayuca, en el Estado de Hidalgo, México.

## Historia
La Universidad Tecnológica de Zona Metropolitana del Valle de México, inicio actividades el 3 de septiembre de 2012.

## Oferta académica
La oferta académica de la Universidad Tecnológica de Zona Metropolitana del Valle de México consta de:
- Técnico Superior Universitario
  - Tecnologías de la información y comunicación
  - Lengua inglesa
  - Mecatrónica
  - Química
  - Desarrollo de negocios

- Ingenierías
  - Tecnologías de la Información
  - Mecatrónica
  - Tecnología Ambiental
  - Desarrollo e innovación empresarial